# If You Can't Say No
«If You Can't Say No» es un sencillo del artista estadounidense Lenny Kravitz. La canción fue lanzada en 1998 y forma parte del álbum 5.
La canción fue producida por Brian Transeau. Incorpora elementos de varios géneros musicales como el funk y soul que caracterizan la música de Kravitz.
Fue una de las canciones más escuchadas en España e Islandia, alcanzando la octava y novena posición respectivamente.

## Posicionamiento
| Lista              | Posición |
| ------------------ | -------- |
| Modern Rock Tracks | 39       |
| Suiza              | 39       |
| Austria            | 35       |
| Francia            | 97       |
| Países Bajos       | 52       |
| Reino Unido        | 48       |
| Australia          | 55       |
| Canadá             | 21       |
| España             | 8        |
| Islandia           | 9        |